# 豐原慈濟宮
豐原慈濟宮，俗稱豐原媽祖廟，是一座位在臺灣臺中市豐原區的媽祖廟，始建於清治時期乾隆年間。其旁側為豐原廟東夜市。

## 沿革
清代僧人帶來觀世音菩薩信仰，乾隆四十二年(1777年)，豐原慈濟宮前身觀音亭始建於現址；建物座向為座北朝南，廟埕為地方唱戲或雜耍表演主要場地。
19世紀初改為主祀媽祖，同祀觀音菩薩，並改廟名為「慈濟宮」。
嘉慶十九年(1814年)，廟方於中元節舉辦盛大祭典，並將祭典剩餘款項與先前結餘款項用於購置供桌設於神龕前。
咸豐三年(1853年)某夜，廟體毀於看顧廟宇之僧人引發的火災。同治三年(1864年)，林珠發起募款整修廟體。
光緒五年(1879年)，社口大夫第主人林振芳發起重建廟體，並另為慈濟宮購置廟地，奠定今日規模。慈濟宮信徒為感謝其貢獻，以徒步方式前往社口萬興宮進香。
日治時期初，慈濟宮被徵作軍隊行營、學校教室及學校宿舍。大正元年(1912年)，林慶連向臺灣總督府申請修繕該廟廟體，歷經六年共三任總督方獲准許。大正六年(1917年)，廟體開始修建，並耗時九年於昭和八年(1933年)方才落成；其間，岸裡社張家張麗俊任修繕總理主持修建事務，並聘請陳應彬及來自泉州惠安之著名匠師等進行重修工程。
1935年，墩仔腳大地震發生後當局欲藉機進行市街重劃，廟體再度陷入將遭拆除之危機；在張麗俊及諸位地方耆老力爭之下，廟體獲完整保存。
1974年（民國63年）國立故宮博物院有意在「天下為公」牌坊後方設置一對銅獅，在故宮監製下，由當時正在該院科技室服務的孫超打造三對，分別放置豐原慈濟宮、國立故宮博物院及新萬仁製藥（出資方）的花園廠房園區內。

## 奉祀神尊
媽祖與千里眼及順風耳、觀世音菩薩、釋迦牟尼佛、地藏菩薩、太陽星君、太陰星君、神農大帝、關聖帝君、三山國王、註生娘娘、斗姥元君、財神元君、月老星君、太歲星君、文昌帝君、巧聖先師、西秦王爺、華陀先師、福德正神、建廟大德神位等。

## 主要文物
- 諸位神尊之神像
- 鑄造於嘉慶六年(1801年)之香爐
- 廟中匾額、對聯等
- 建築物之構件（如石製窗櫺、木製結構體）

## 下設組織單位
- 財團法人台中市私立豐原慈濟媽祖社會福利慈善事業基金會[8]
- 豐原慈濟宮圖書館[9]

## 關聯人物
大甲鎮瀾宮第七代住持其滿和尚（其法脈為佛教臨濟正宗）係豐原慈濟宮出身，其師為意添和尚。大甲鎮瀾宮至今仍供奉其滿和尚之塑像與蓮座牌位（其上有「南院七代圓寂比丘上淇下滿嚴禪師，孝徒覺定、庚鐘」字樣）。

## 爭議
- 2012年，臺中市政府接獲民眾陳情豐原慈濟宮為其所屬神像重新上漆時因未遵循古法而破壞其原貌。 [10][11][12][13][14][15]

## 周邊
- 廟東夜市
- 位於葫蘆墩圳東汴與墩腳一帶的土地公廟

## 外部連結
- 官方网站
- 豐原慈濟宮的Facebook專頁
- YouTube上的豐原慈濟宮頻道